# Karl Kerschgens
Karl Kerschgens (* 12. Oktober 1939 in Mariadorf) ist ein deutscher Theologe und Politiker (B’90/Grüne).

## Leben und Beruf
Nach dem Besuch der Volksschule in Mariadorf und dem Abitur 1959 am Neusprachlichen Gymnasium in Alsdorf nahm Kerschgens ein Studium der katholischen Theologie an den Universitäten in Bonn und Freiburg im Breisgau auf, das er 1963 mit dem kirchlich-theologischen Examen sowie mit dem Presbyteriatsexamen beendete. Anschließend trat er in den Pfarrdienst ein, war von 1965 bis 1968 in der Gemeindeseelsorge tätig und absolvierte bis 1970 ein Studium der Romanischen Philologie an der Ludwig-Maximilians-Universität München. Von 1971 bis 1982 arbeitete er als Berufsberater für Abiturienten und Hochschüler beim Arbeitsamt in Darmstadt. 1977 erhielt er einen Lehrauftrag an der Hochschule für Verwaltungswissenschaften in Speyer.
Kerschgens engagiert sich seit 1976 im Bund für Umwelt und Naturschutz Deutschland (BUND) und war von 1989 bis 1991 dessen stellvertretender Landesvorsitzender in Hessen. Er zählte 1990 zu den Gründern des Vereins „Leben nach Tschernobyl“ in Frankfurt am Main, war zunächst dessen stellvertretender Vorsitzender und wurde 1994 zum Vereinsvorsitzenden gewählt.

## Politische Funktionen und Tätigkeit als Staatssekretär
Kerschgens leistete in den 1970er-Jahren Mitarbeit im ökumenischen Arbeitskreis „Ohne Rüstung Leben“ und kandidierte 1978 über die Grüne Liste Hessen (GLH), deren Landesvorsitz er zeitweise innehatte, für den Hessischen Landtag. Gleichzeitig engagierte er sich in der Aktionsgemeinschaft Unabhängiger Deutscher (AUD) und war 1978/79 ebenfalls deren Landesvorsitzender in Hessen. Als Befürworter einer christlichen Umweltpolitik gehörte 1979 zu den Gründungsmitgliedern der hessischen GRÜNEN und war 1979/80 Mitglied im Bundesvorstand der Partei. Kerschgens gilt in der Forschung als „Realo“, der sich früh gegen eine Linie der Fundamentalopposition aussprach und eine Zusammenarbeit mit der SPD in Betracht zog. Folgerichtig fungierte er in der ersten rot-grünen Landesregierung in Hessen als Staatssekretär im von Joschka Fischer geführten Umweltministerium.

## Abgeordneter
Kerschgens war von 1982 bis zu seiner Mandatsniederlegung am 15. April 1985 Mitglied des Hessischen Landtages und dort 1982/83 stellvertretender Vorsitzender der GRÜNEN-Fraktion. Als 1982 erstmals Abgeordnete der Grünen 1982 in den Landtag einzogen, hingen mehrere Abgeordnete innerhalb der Fraktion wie etwa Frank Schwalba-Hoth dem Konzept der „Fundamentalopposition“ an, das damals allen voran die Frankfurter „Römer-Grünen“ um Jutta Ditfurth und Manfred Zieran innerhalb der hessischen Grünen verfochten. Sie sahen das Parlament als Bühne für ihre Anliegen und suchten den engen Schulterschluss mit den außerparlamentarischen Bewegungen. Eine Zusammenarbeit mit den etablierten Parteien CDU und SPD lehnten sie ab. Kerschgens bemühte sich dagegen von Beginn an im Hessischen Landtag um eine konstruktive Oppositionspolitik. 1991 wurde erneut in den Landtag gewählt, dem er bis 1995 angehörte. In dieser Wahlperiode war er stellvertretender Vorsitzender des Ausschusses für Landwirtschaft, Forsten und Landesentwicklung. Außerdem war er von 1989 bis 1991 Ratsmitglied der Gemeinde Seeheim-Jugenheim.